# Холл, Рэдклифф
Маргарита Антония Рэдклифф Холл (англ. Marguerite Antonia Radclyffe Hall, 12 августа 1880, Борнмут — 7 октября 1943, Лондон) — английская поэтесса и писательница, известная своим романом «Колодец одиночества», который считается одним из наиболее значительных произведений лесбийской литературы.

## Биография
Родилась в 1880 году в Борнмуте, большом курортном городе на юге Англии, в состоятельной семье. Вскоре после её рождения родители расстались, и в дальнейшем она жила с матерью и отчимом, которые практически не уделяли ей внимания. Училась в Королевском колледже, являющемся частью Лондонского университета, а затем в Германии, но так и не получила никакой профессии.
Холл не скрывала своей гомосексуальности и считала себя «врождённым инвертом», по терминологии сексолога Хэвлока Эллиса. В 1907 году на курорте в Бад-Гомбурге, в Германии, 27-летняя Холл познакомилась с Мейбел Баттен, известной певицей немецких романсов, которой тогда было 51 год и у которой был муж, взрослая дочь и внуки. Это не помешало двум женщинам полюбить друг друга и жить вместе. Именно Мейбел Баттен стала тем человеком, кто открыл и поощрял в Холл литературный дар, и именно с её руки Холл стали звать Джоном. Свои произведения писательница публиковала под мужским именем «Рэдклифф Холл», а в кругу друзей и знакомых до конца жизни была известна как Джон.
В 1915 году начался любовный роман между Холл и двоюродной сестрой Баттен Уной Трубридж (1887—1963), скульптором и литературным переводчиком. После последовавшей вскоре смерти певицы Холл и Трубридж поселились вместе, и их отношения продолжались почти 30 лет, благополучно переживая кратковременные вторжения в жизнь Джона других женщин и даже долгосрочный роман с русской эмигранткой Евгенией Сулиной.
Холл вела активную социальную жизнь: была членом ПЕН-клуба, входила в совет Общества психических исследований, была членом Зоологического общества.
Писательница скончалась от рака в возрасте 63 лет, похоронена на Хайгейтском кладбище.

## Сочинения
Холл выпустила несколько книг стихов и прозы, за один из романов — Адамово семя (1926) — получила в Эдинбурге мемориальную премию Джеймса Тейта Блэка. Но самое знаменитое изо всего ею написанного — роман о лесбийской любви «Колодец одиночества» (1928). Несмотря на защиту романа Уэллсом, Шоу, Форстером, Вирджинией Вулф и другими, британский суд наложил запрет на распространение книги как непристойной и постановил уничтожить напечатанные экземпляры. Сама Холл настаивала на снятии со своей книги всех обвинений и цензурных запретов на основании её выдающихся литературных достоинств, хотя выступившие в защиту романа писатели предпочитали не давать книге оценку, а отстаивать свободу слова художника.
В США роман появился с предисловием Хэвлока Эллиса, в первый же год был продан в количестве 10 000 экземпляров, выдержал подряд несколько изданий, был переведен на полтора десятка языков и стал одним из первых, наиболее известных произведений ЛГБТ-литературы. В 1934 году Ричард Кан поставил по нему фильм Третий пол. В 1999 году роман занял 7-ю позицию — между Орландо Вирджинии Вулф и Поцелуем женщины-паука Мануэля Пуига — в списке ста лучших романов, трактующих тематику ЛГБТ, который был опубликован объединением ЛГБТ-издательств Треугольник.